# 南信男
南 信男（みなみ のぶお、1954年12月7日 - ）は、日本の経営者。兵庫県高砂市出身。

## 来歴・人物
1977年に慶応義塾大学法学部を卒業した後に阪神電気鉄道に入社した。
1987年に阪神タイガースに出向し、広報担当として、村山実、中村勝広両監督を支えた。本社に復帰後は、レジャー事業部長、甲子園球場長などを経て、2004年7月に再び出向し、球団常務に就任し、球団専務を経て、2007年に球団社長に就任し、2015年からは球団顧問として球団を支えた。その一方で、2008年6月に阪急阪神ホールディングスと阪神電気鉄道取締役に就任した。